# Matthew Bellamy
Matthew James Bellamy (Cambridge, 9 de Junho de 1978) é o vocalista, guitarrista e pianista da banda britânica de rock Muse. Bellamy é também conhecido pelo seu talento de tocar piano, teclados electrônicos e vários outros instrumentos em muitas das músicas que sua banda toca.

## Biografia
Matt Bellamy nasceu em 9 de junho de 1978 em Cambridge, Cambridgeshire. Ele tem um irmão mais velho chamado Paul. Seu pai, George Bellamy, era o guitarrista rítmico do grupo pop dos anos 1960, The Tornados, cujo single "Telstar" de 1962 foi o primeiro número um dos Estados Unidos por uma banda inglesa. Sua mãe, Marilyn, nasceu em Belfast e mudou-se para a Inglaterra na década de 1970. Em seu primeiro dia na Inglaterra, ela conheceu o pai de Bellamy, que estava trabalhando como motorista de táxi em Londres na época. O casal mudou-se para Cambridge e, meados da década de 1980, para Teignmouth, Devon. Depois do divórcio de seus pais, Bellamy morou com sua mãe e irmão. Ele começou a tocar piano aos seis anos e guitarra aos 11 anos. Sua primeira apresentação musical foi em junho de 1991, aos 12 anos, tocando piano na frente de sua escola na Teignmouth Community School.

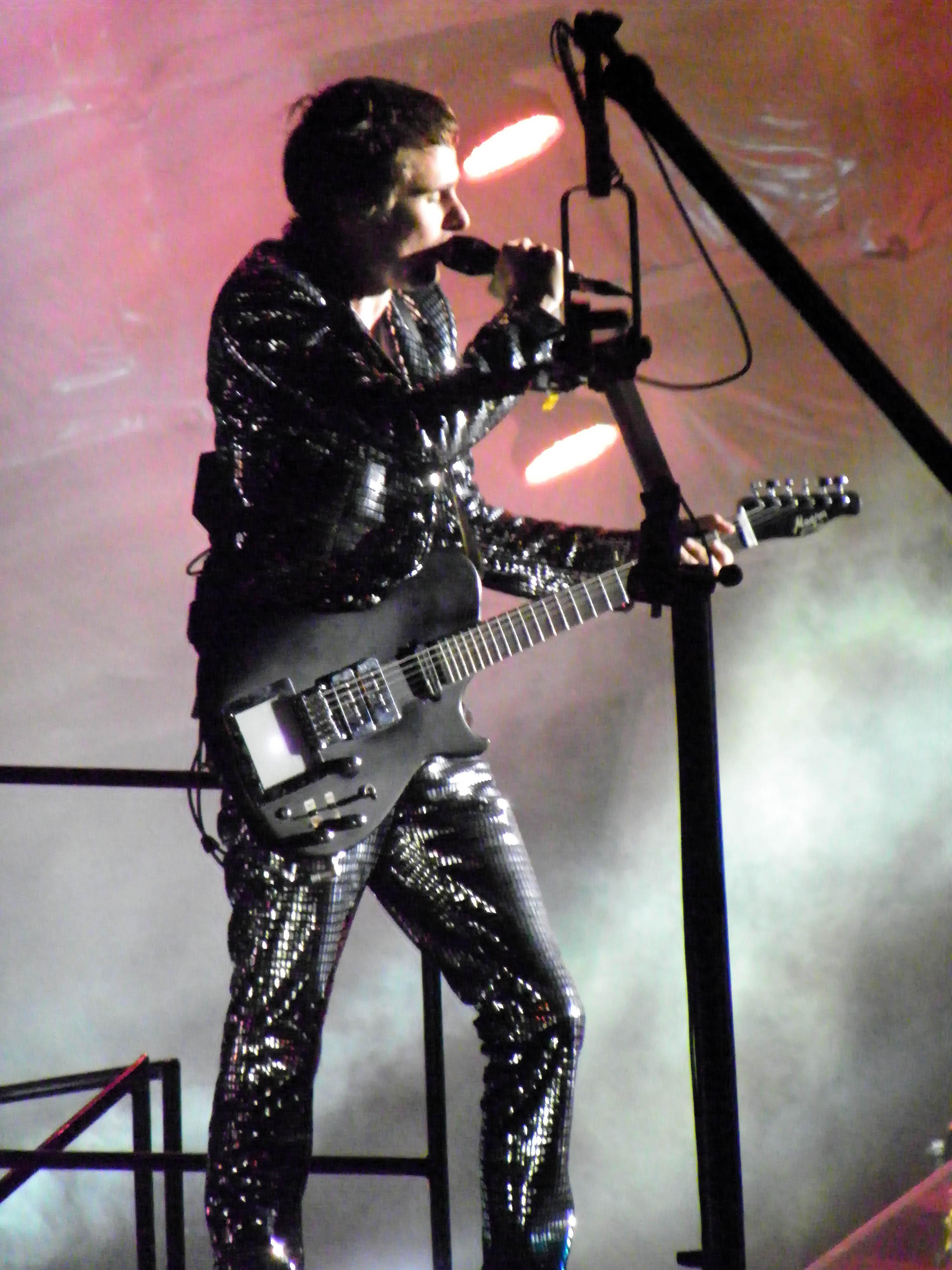
Matthew Bellamy em concerto com o Muse.

Na escola em Teignmouth, Bellamy tocou em várias bandas, incluindo Carnage Mayhem e Gothic Plague com o baterista Dominic Howard. Quando membros do Gothic Plague saíram por outros interesses, Bellamy e Howard pediram ao baixista Chris Wolstenholme para se juntar a dupla. Em 1994, usando o nome Rocket Baby Dolls, eles venceram a "Batalha das Bandas" da escola, o que os levou a levar a banda mais a sério e mudar seu nome para Muse.
A banda Muse alcançou sucesso no Reino Unido em pouco tempo, alcançando também sucesso mundial logo em seguida. A banda mescla estilos alternativos, rock artístico, rock experimental, rock progressivo, música clássica, eletrônica e muitos outros estilos. Eles também são conhecidos por suas performances ao vivo energéticas e visualmente deslumbrantes. Em 16-17 de junho de 2007, Muse se tornou a primeira banda a lotar o recém-construído Estádio de Wembley em Londres.
O uso do tom de voz elevado é uma das características mais importantes do som dos Muse. Dono de um tenor peculiar, esta característica é um selo e ajuda a fazer com que se diferenciem de outras bandas. Em performances no estúdio ele já demonstrou alcançar A5, na música "Dead Star", embora ele também demonstrou alcançar notas mais agudas ao vivo. Seu estilo vocal foi descrito como sendo parecido com os de Thom Yorke, Freddie Mercury e Jeff Buckley, incluindo o seu abuso de falsete, embora haja diferenças quanto ao seu timbre.
O estilo único do piano de Bellamy foi inspirado pelo trabalho de pianistas românticos, tais como Sergei Rachmaninoff, além de admitir ser fã de compositores clássicos como Chopin, e ele também foi o culminar de uma fusão de um estilo romântico com o estilo rock, como se pode constatar em muitas das músicas de Muse, tais como "Butterflies and Hurricanes".
Bellamy inspira-se, no seu estilo de tocar guitarra, em Jimi Hendrix e Tom Morello dos Rage Against the Machine, e isto pode-se evidenciar no segundo álbum do Muse - Origin of Symmetry.
Ele admite que a música da banda é muito semelhante e exterioriza muito da sua personalidade, pois é o principal compositor (de músicas e letras).

## Rankings e opiniões

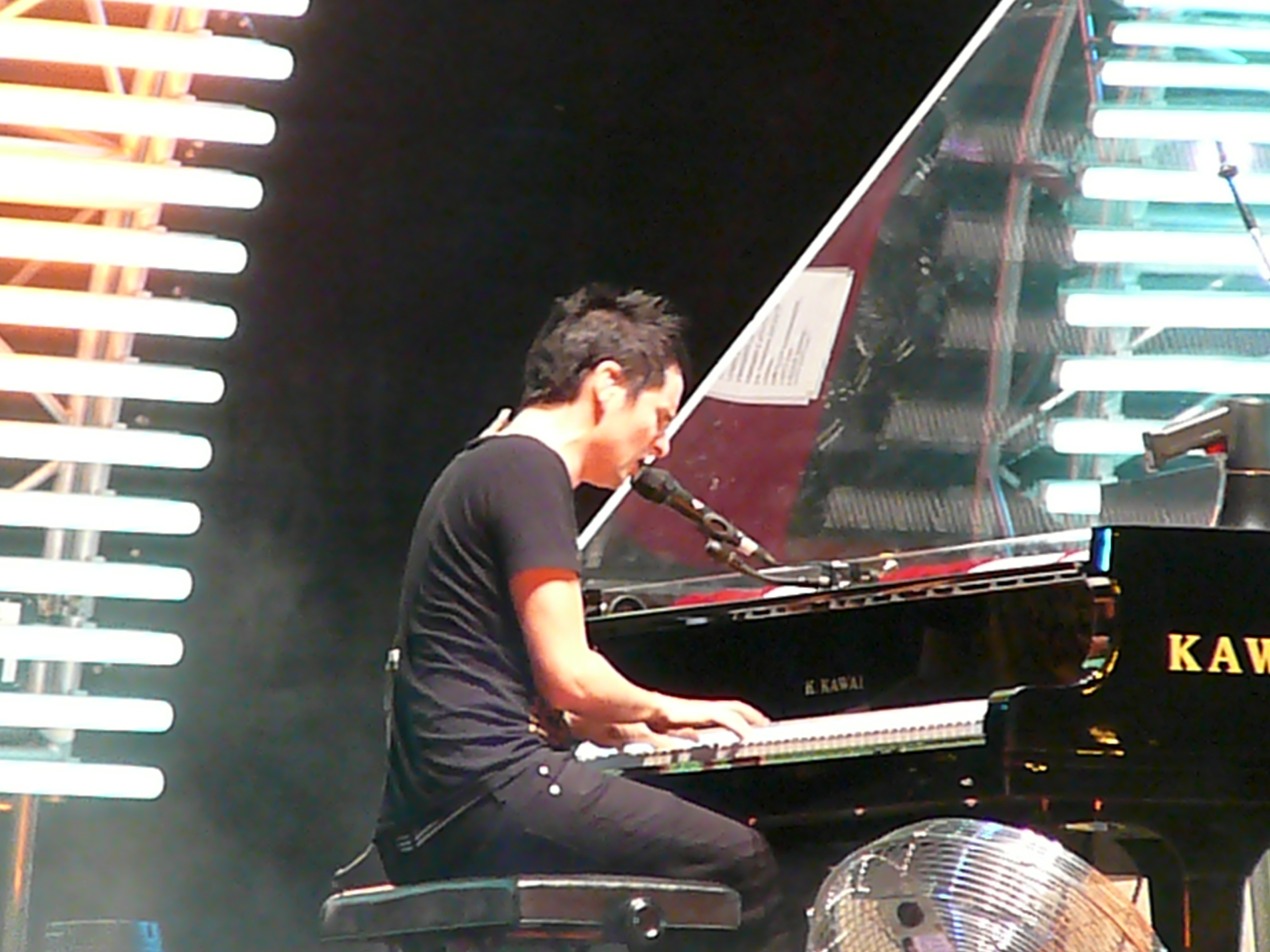
Matt tocando no Lollapalooza de 2007.

Bellamy era o #19 na lista da Gigwise "Os 50 Maiores Guitarristas". Os leitores da revista Total Guitar votaram e Matt ficou em #28 na lista dos 100 Melhores Guitarristas de Todos os Tempos. O Riff de Matt em "Plug In Baby" ficou em #13 na enquete do Total Guitar do Top 100 Melhores Riffs de Todos os Tempos.
Em abril de 2005, a revista Kerrang! classificou-o na 28ª posição nas "50 Pessoas Mais Sexy No Rock". A Cosmopolitan também escolheu-o como o mais sexy roqueiro de 2003 e 2004. A revista NME votou nele como o 14º na lista dos maiores "Heróis do Rock 'n' Roll de Todos os Tempos", à frente de John Lennon e Bob Dylan. Matt também ganhou o prêmio "Homem Mais Sexy" no NME Awards em 2007. Ele venceu novamente em 2009, 2010, 2011 e 2013. Matt, no entanto, declarou-se muito pequeno para ser sexy (ele tem 1,70m) e disse que o prêmio deveria ter ido para Dom Howard, baterista do Muse.
Em 26 de setembro de 2008, da Universidade de Plymouth, os membros do Muse receberam um doutorado honorário de artes pelo seu trabalho no campo da música.

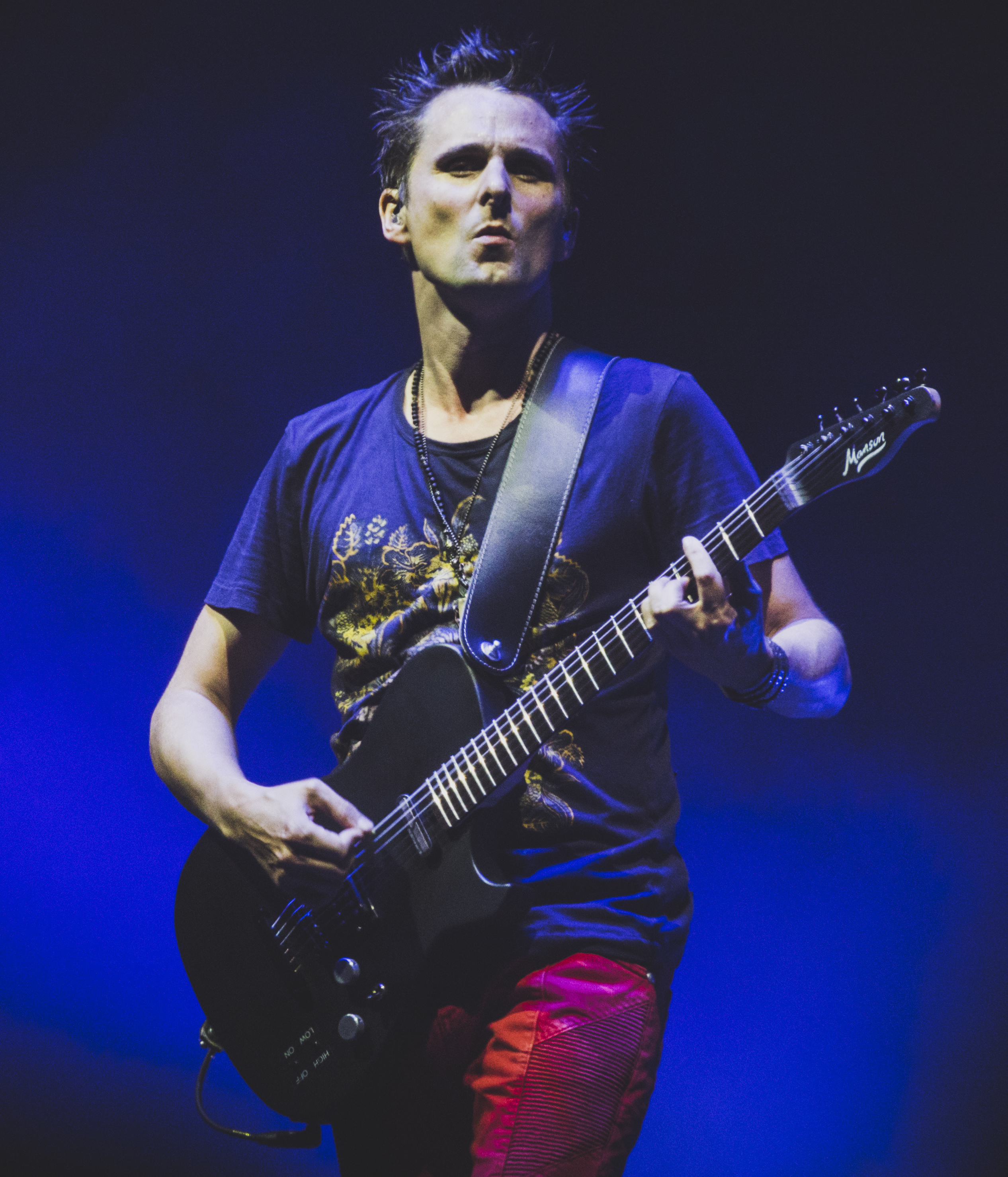
Matt Bellamy no festival Reading de 2017.

Na edição de janeiro de 2010 da Total Guitar, Matt foi nomeado "Guitarrista da Década" e também recebeu uma nomeação como o "Jimmy Hendrix da sua geração". No Guinness Book of World Records 2010, ele ganhou o prêmio pelo maior número de guitarras quebradas em turnê, 140, que foi registrado na turnê do álbum Absolution. Em abril de 2010, Bellamy foi nomeado o melhor "Front Man" de todos os tempos pelos leitores da revista Q. Em dezembro de 2010, os leitores da revista MusicRadar votaram em Matt como um dos 9 Melhores Vocalistas de Todos os Tempos.

## Vida pessoal
Bellamy começou a namorar a atriz norte-americana Kate Hudson na primavera de 2010. Em 12 de janeiro de 2011, foi anunciado que Bellamy e Hudson estariam esperando um filho. Em 27 de abril, Hudson anunciou estar noiva de Bellamy. O filho do casal, Bingham 'Bing' Hawn Bellamy, nasceu em 9 de julho de 2011, em Los Angeles, Califórnia. Em dezembro de 2014, contudo, Matt e Kate oficialmente se separaram. Em 2015, Matthew assumiu um relacionamento com a modelo e atriz americana Elle Evans, com a qual casou-se, em 11 de agosto de 2019. O casal teve sua primeira filha, Lovella Dawn Bellamy, nascida em 7 de junho de 2020.
Bellamy afirma seguir uma dieta vegana estrita.
Em 2020, quando questionado pelo The Sun acerca de sua presença nos projetos de Muse e The Jaded Hearts Club, supergrupo do qual é membro, o cantor e compositor afirmou já ter iniciado a escrita de um novo álbum para a banda. "Eu comecei a escrever quando todos os protestos e o caos estavam deslanchando. É estranho dizer, mas se encaixam na música que componho", declarou. As faixas Tomorrow's World e Bridge Over Troubled Water, adaptação da obra original homônima de Simon & Garfunkel, são os lançamentos do músico no ano, além do filme de Simulation Theory e de You've Always Been Here, em conjunto com Graham Coxon, Miles Kane, Nic Cester, Sean Payne e Jamie Davis.
Em 2022, Bellamy estava vivendo em Los Angeles durante os períodos escolares para ficar perto do filho e passava suas férias em Londres. Nesse mesmo ano, Bellamy afirmou que estava considerando conseguir um passaporte irlandês para poder viajar pela União Europeia, coisa que, como inglês, não poderia fazer tão livremente após o Brexit. Ele podia pedir cidadania irlandesa por causa de sua mãe, que havia nascido em Belfast.

## Visões políticas
Muitas das canções da banda acabam abordando temas revolucionários, muitas contra a corrupção política. Sendo ele o principal compositor (musical e líricos) do Muse, algumas das suas músicas estão carregadas de mensagens políticas, como por exemplo, "Uprising", "Assassin", "MK Ultra" e "United States of Eurasia". Também diz que as principais influências nas suas ideologias políticas vêm dos livros 1984 e Confissões de um Assassino Econômico.
Em 2012, numa entrevista, Bellamy afirmou ser um "libertário de esquerda".